# ハル常住
ハル 常住（ハル つねずみ、1955年7月9日 - ）は東京都出身の実業家、マルチプロデューサー。健康促進・身体能力向上アドバイザー、ゴルフ指導者、ゴルフジャーナリスト、クラブ設計家、テレビ番組プロデューサー。本名は常住 治秀（つねずみ はるひで）。

## 人物
日本体育大学在学中にアメリカ合衆国に留学。日本体育大学卒業後、駐日アメリカ合衆国大使館に勤務。その後、プロゴルファーのラリー・ネルソンに師事し米国で活動。帰国後に「ハルスポーツプロダクション」を設立。プロゴルファーの室田淳、丸山茂樹、田中秀道らのマネジメント業務に携わる一方、日本体育大学講師としてゴルフスイングの分析研究に従事。2000年に日本体育学会で「相対性スイング原理～ゴルフスイングの基礎」を発表。体幹・肩甲骨周囲の柔軟性を高める健康器具「パワーバランス」「楽体」考案。2012年新ゴルフクラブ「ファラオ」開発。2016年新ゴルフボール「ファラオ」開発。

## 略歴
- 1955年 - 東京都に生まれる。
- 1974年 - 早稲田実業高等学校卒業。
- 1978年 - 日本体育大学体育学科卒業。
- 1981年 - 駐日アメリカ合衆国大使館勤務。
- 1986年 - アメリカ大使館退職後、米国に渡る。
- 1989年 - ハルスポーツプロダクション株式会社を設立。
- 1998年 - 日本体育大学講師（ - 2008年）。
- 2009年 - 東京国際大学客員教授就任（ - 2012年）。東京国際大学ゴルフ部監督就任（ - 2011年）。

## 来歴

### 大学時代
1974年日本体育大学に入学。ゴルフ部に所属。同期に室田淳がいる。同時期に日本大学で活躍していた倉本昌弘、牧野裕らと親交を持つ。器械体操の指導で米国に留学している。

### 大使館時代
1981年に駐日アメリカ合衆国大使館に入省。休日を利用して、国内のプロゴルフトーナメントに出場するため来日したグレッグ・ノーマンら海外招待選手の通訳を行う。
ゴルファー時代
かねてから親交のあったラリー・ネルソンに弟子入り。米国メトロポリタンゴルフクラブに所属。米国及び欧州でトーナメントに出場。1988年にVISA太平洋クラブマスターズでセベ・バレステロスのキャディを務めた。この大会でセベ・バレステロスは優勝。
研究活動
1998年、日本体育大学の講師に就任。2000年、日本体育学会で論文「相対性スイング原理～ゴルフスイングの基礎」を発表。2002年、世界ゴルフ学会で論文「How to Iearn"The Swing Theory of Relativity」を発表。日本体育学会で「パワーバランストレーニングが肩こりを減少させる方法」を発表。

## 著書
- 1989年「カンピオン」（日本文化出版）
- 2001年「増殖する伝説 交錯する二つの魂～ゾーンの秘密と丸山茂樹の真実～」（文春ネスコ）
- 2009年「1日6分～痩せる体を作る～楽体エクセサイズ」（ディスカバリー）
- 2010年「ひも1本で行き締める～ストリングダイエット」（幻冬舎）
- 2013年「伸ばすだけ！楽体（らくだ）リングで姿勢矯正ダイエット」（宝島社）

## TV
- 「ベストゴルフ」（1995年、NHK）
- 「熱中ホビー百科～気楽にスイング！フレッシュゴルフ」（1998年、NHK教育）
- 「らくらくヨガゴルフ」（2004年、TOKYO MX）
- 「ハル常住の"99への道～6日間の挑戦」（2014年、ゴルフネットワーク）
- 「ハル常住のゴルフトランスポーター」（2017年4月3日 - 2021年3月29日、BSフジ[2]）

## 雑誌
- 2010年「GOETHE～カラダの最先端メンテナンス術」（幻冬舎3月号）

## 講演
- 2003年「パワーバランス理論で頸肩腕症候群解消」（成城大／成城会）
- 2008年「アンチエイジング＆ゴルフ」（三井物産）
- 2008年「勝利をつかむための第１条件／ピークパフォーマンスを発揮する方法（講義、技術指導）」（日本航空学園/スポーツ指導者監督、コーチ）